# Очите на любовта
„Очите на любовта“ (на френски: Les Yeux de l'amour) е романтична драма от 1959 година на режисьора Дени дьо Ла Пателиер с участието на Даниел Дарийо, Жан-Клод Бриали и Франсоаз Розе, екранизация на романа „Една истинска история“ на Жак Антоан. Филмът е копродукция на Франция и Италия.

## Сюжет
По време на германската окупация на Франция към края на Втората световна война, един млад мъж на име Пиер Сегур (Жан-Клод Бриали) търси убежище в старо провинциално имение, където старата мома Жана Монкател (Даниел Дарийо) живее заедно с авторитарната си майка, госпожа Монкател (Франсоаз Розе). Нелеп инцидент довежда до ослепяването на Пиер.

## В ролите
| Изпълнител      | Роля             |
| --------------- | ---------------- |
| Даниел Дарийо   | Жана Монкател    |
| Жан-Клод Бриали | Пиер Сегур       |
| Франсоаз Розе   | госпожа Монкател |
| Бернар Блие     | доктор Андрию    |
| Андре Реба      | свещеника        |
| Ева Дамиен      | Денис            |
| Луи Сегнер      | хирурга          |